# Hyphalophis devius
Hyphalophis devius is een  straalvinnige vissensoort uit de familie van slangalen (Ophichthidae). De wetenschappelijke naam van de soort is voor het eerst geldig gepubliceerd in 1982 door McCosker & Böhlke.